# Walerij Lichaczow
Walerij Nikołajewicz Lichaczow (ros. Валерий Николаевич Лихачëв, ur. 5 grudnia 1947 w Nowoszeszminsku) – radziecki kolarz szosowy, mistrz olimpijski oraz mistrz świata.

## Kariera
Pierwszy sukces w karierze Walerij Lichaczow osiągnął w 1970 roku, kiedy wspólnie ze Borysem Szuchowem, Wiktorem Sokołowem i Walerijem Jardym zdobył złoty medal w drużynowej jeździe na czas podczas mistrzostw świata w Leicester. Wynik ten reprezentanci ZSRR w składzie: Boris Szuchow, Walerij Jardy, Giennadij Komnatow i Walerij Lichaczow powtórzyli na rozgrywanych dwa lata później igrzyskach olimpijskich w Monachium. Na tych samych igrzyskach brał również udział w indywidualnym wyścigu ze startu wspólnego, który ukończył na 34. pozycji. Ponadto zwyciężył w klasyfikacji generalnej Dookoła Maroka i Tour de la province de Namur w 1972 roku, a w 1973 roku zajął trzecie miejsce w klasyfikacji generalnej Wyścigu Pokoju, wygrywając przy tym sześć etapów. W Wyścigu Pokoju wystartował także w dwóch kolejnych latach, zajmując odpowiednio 12. (1 wygrany etap) i 25. miejsce (3 wygrane etapy).